# Coux-et-Bigaroque
Coux-et-Bigaroque (okzitanisch: Lo Cos e Bigaròca) ist eine Commune déléguée in der südwestfranzösischen Gemeinde Coux et Bigaroque-Mouzens mit 987 Einwohnern (Stand: 1. Januar 2017) im Département Dordogne in der Region Nouvelle-Aquitaine. Die Einwohner werden Couxois genannt.

## Lage
Coux-et-Bigaroque liegt etwa 60 Kilometer südlich von Périgueux am Nordufer des Flusses Dordogne.

## Geschichte
1825 wurden Coux und Bigaroque als Gemeinde vereinigt. Zum 1. Januar 2016 wurde mit der damaligen Nachbargemeinde Mouzens die Commune nouvelle Coux et Bigaroque-Mouzens gebildet.

## Bevölkerungsentwicklung
| Jahr                      | 1962 | 1968 | 1975 | 1982 | 1990 | 1999 | 2006 | 2013 | 2017 |
| Einwohner                 | 766  | 739  | 649  | 720  | 708  | 818  | 928  | 972  | 987  |
| Quelle: Cassini und INSEE |      |      |      |      |      |      |      |      |      |

## Sehenswürdigkeiten
- Kirche Saint-Martin
- Schloss Bigaroque
- Schloss Cazenac
- Herrenhaus Les Bretoux
- Herrenhaus La Carrière
- Herrenhaus Les Constancies
- Herrenhaus Salibourne
- Herrenhaus Le Suquet
- Kartause von La Milhale
- mittelalterliche Brücke